# 施塔代肯-埃尔斯海姆
施塔代肯-埃尔斯海姆是德国莱茵兰-普法尔茨州的一个市镇。总面积14.52平方公里，总人口4613人，其中男性2245人，女性2368人（2011年12月31日），人口密度318人/平方公里。